# Reticulidia
Reticulidia es un género de moluscos nudibranquios de la familia Phyllidiidae.

## Diversidad
El género Reticulidia incluye un total de 4 especies descritas: 
- Reticulidia fungia  Brunckhorst & Gosliner in Brunckhorst, 1993
- Reticulidia gofasi  Valdés & Ortea, 1996
- Reticulidia halgerda  Brunckhorst & Burn, 1990
- Reticulidia suzanneae  Valdes & Behrens, 2002

## Galería

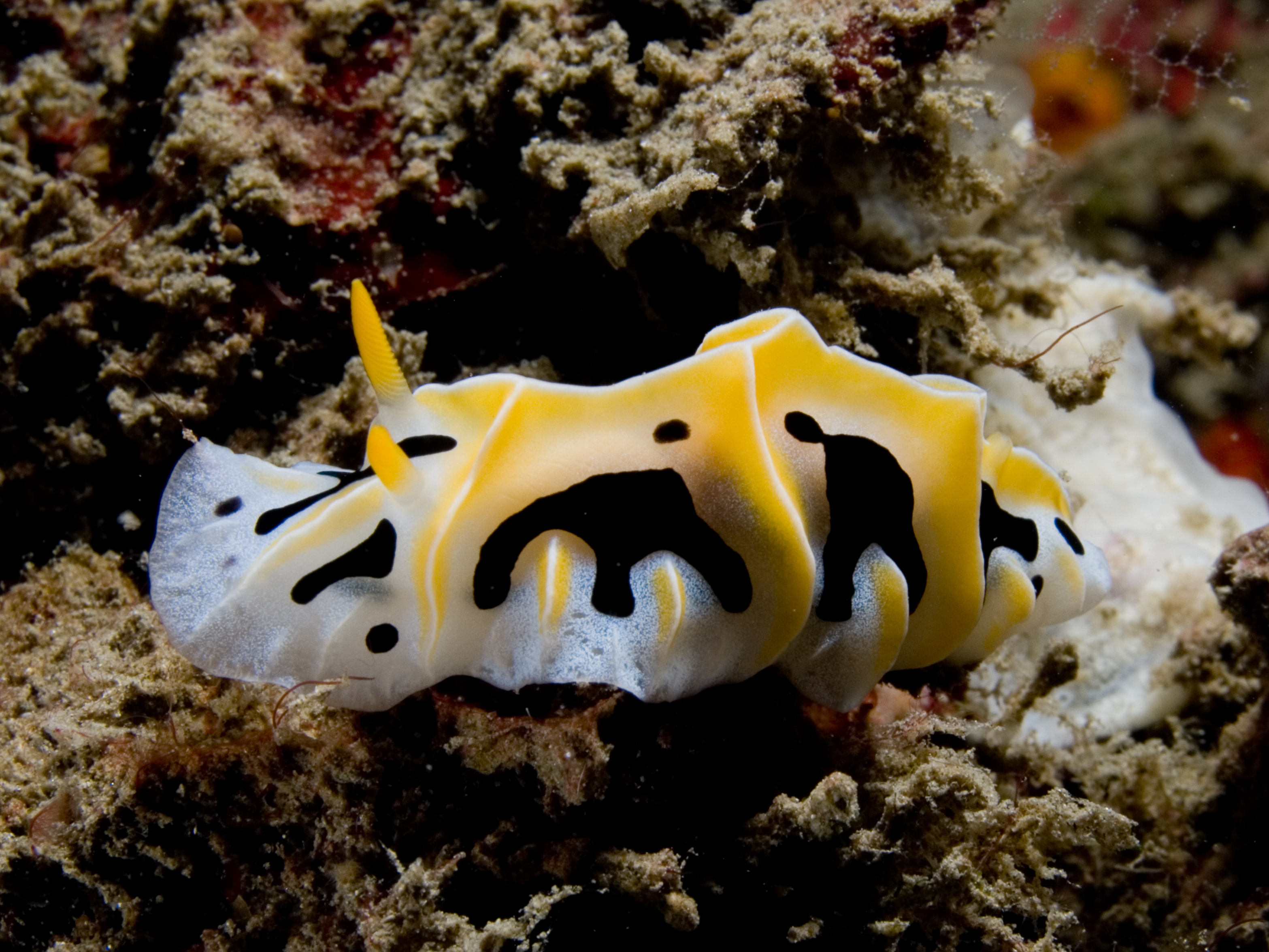
Reticulidia fungia
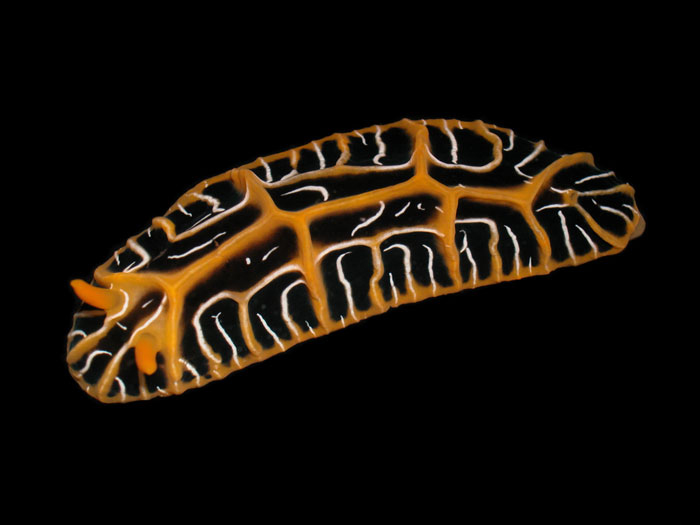
Reticulidia halgerda
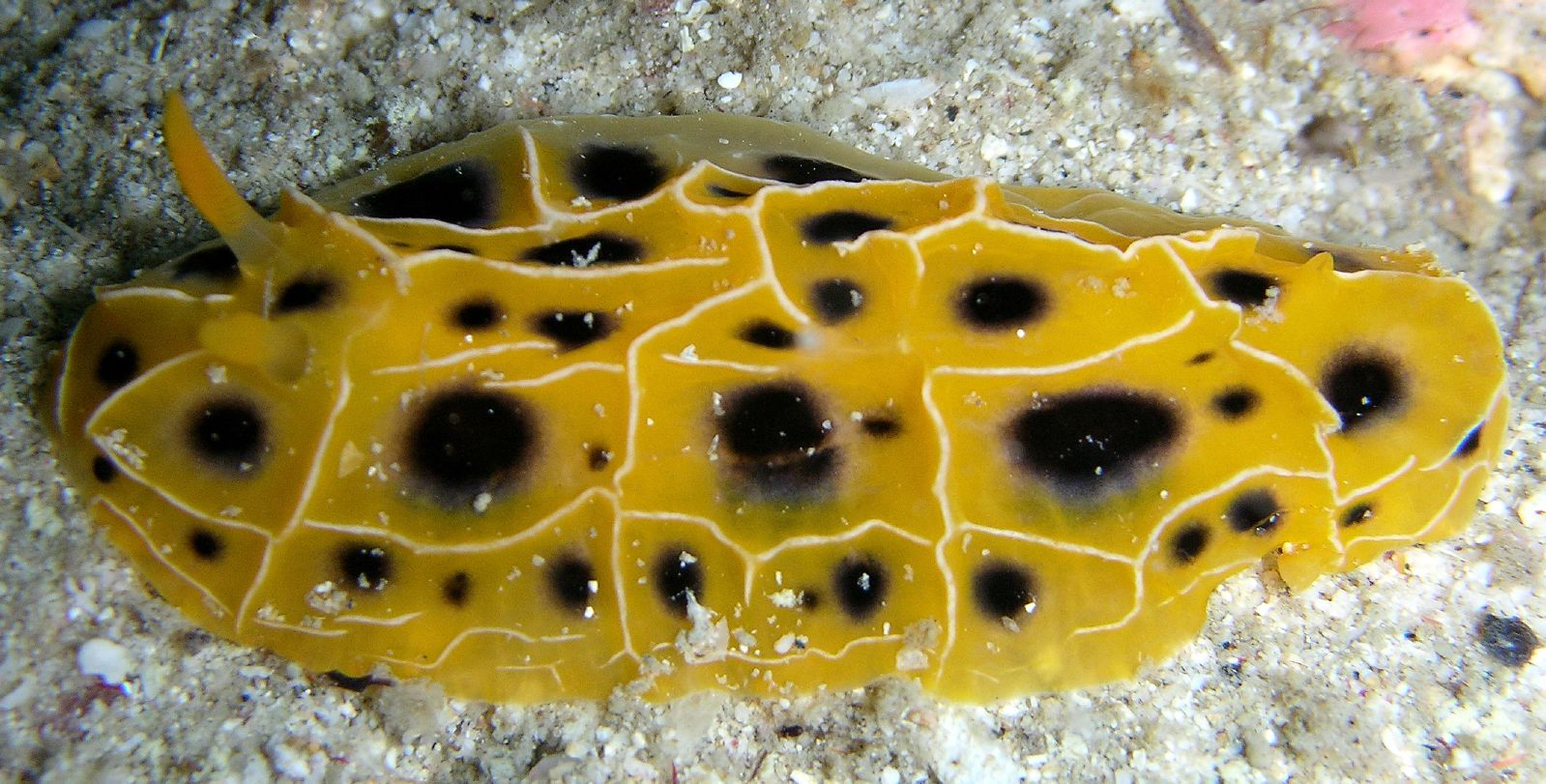
Reticulidia suzanneae